# Terfenol-D
Le Terfenol-D est un alliage de fer et de terres rares de formule Tb0.3Dy0.7Fe1.9.
Il est ainsi nommé par abréviation de Terbium Fe Naval Ordnance Laboratory Dysprosium, du nom du laboratoire de la marine des États-Unis qui développa ce matériau autour de 1950 en vue de l'utiliser en tant que transducteur électroacoustique dans les sonars.
Il présente en effet la particularité d'être hautement magnétostrictif, la déformation relative obtenue à saturation magnétique pouvant atteindre 1,6 μm/cm.